# Glas svobodne Jelovice
Glas svobodne Jelovice, ali krajše GSJ je tradicionalno taborniško zimsko orientacijsko tekmovanje, ki ga taborniki RSK prirejajo že od leta 1971. Gre za prvo taborniško tekmovanje v novem koledarskem letu, saj se po navadi odvija prvi oziroma drugi vikend v januarju v okolici Škofje Loke.
Tekmovanja se vsako leto udeleži preko 300 tabornikov iz cele Slovenije, ki se preizkusijo v različnih taborniških panogah.

## Zgodovina
Vsakoletna spominska prireditev v Dražgošah v spomin na junaški boj Cankarjevega bataljona v začetku leta 1942 je poleg množice drugih vedno privabila tudi številne tabornike iz vse Slovenije. Tega leta je Odred svobodnega Kamnitnika iz Škofje Loke v okviru prireditve Po stezah partizanske Jelovice prvič organiziral tudi orientacijsko tekmovanje Glas svobodne Jelovice. Tekmovanje je iz občinskega kmalu preraslo v republiško in se iz Škofje Loke selilo na pobočja Jelovice.
V prvih letih so trase potekale predvsem po planoti Jelovice, a ker so do leta 1980 taborniki prehodili že celo Jelovico, so naslednjega leta tekmovanje spet organizirali v Škofji Loki. Tekmovanje se je dobro prijelo in na vrhuncu je v Škofjo Loko privabilo tudi več kot sto ekip iz vse Slovenije. Počasi je tekmovanje izgubljalo stik s prireditvami v Dražgošah in postalo predvsem taborniško.
Proti koncu osemdestih let se je pogosto selilo tudi v idilične vasice v okolici Škofje Loke. Čeprav je bil poudarek na orientacijskem pohodu, je bil le-ta vedno popestren z zanimivimi nalogami. Tako so tekmovalci reševali tematske teste, se spopadali z nalogami iz prve pomoči, življenja v naravi, streljali z zračno puško in se pomerili v številnih drugih panogah.
V začetku devetdesetih se je tekmovanje dokončno ustalilo pri tem, kar poznamo danes. Poleg orientacijskega pohoda se tekmovalci še vedno preizkušanko v znanju iz prve pomoči, preživetja v naravi, topografije ter iščejo ranjenca v snegu. Tekmovanje je dopolnjeno s spremljevalnih programom, ki ima poudarek predvsem na druženju in zabavi tabornikov.

## GSJ skozi leta
| leto | Kraj            | skupni zmagovalci                   |
| ---- | --------------- | ----------------------------------- |
| 2012 |                 | Rod zelenega Žirka, Žiri            |
| 2011 |                 | Rod močvirskih tulipanov, Ljubljana |
| 2010 | Železniki       | Rod jezerskega zmaja, Velenje       |
| 2009 | Zgornja Besnica | Rod Stane Žagar mlajši, Kranj       |
| 2008 | Gorenja vas     | Rod zelenega Žirka, Žiri            |
| 2007 | Škofja Loka     | Rod aragonitnih ježkov, Cerkno      |
| 2006 | Reteče          | Rod aragonitnih ježkov, Cerkno      |

1. ↑  »Dražgoška bitka«. 27. april 2022. {{navedi revijo}}: Sklic magazine potrebuje|magazine= (pomoč)